# كونسيساو ليما
كونسيساو ليما (بالبرتغالية: Conceição Lima‏) (8 ديسمبر 1961 في ساو تومي وبرينسيب)؛ كاتِبة، صحفية وشاعرة . درست في كلية الملك في لندن.